# Flüssigboden

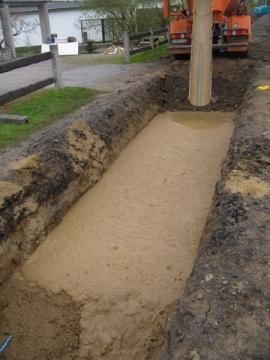
Einbringen von Flüssigboden in einen Verfüllgraben

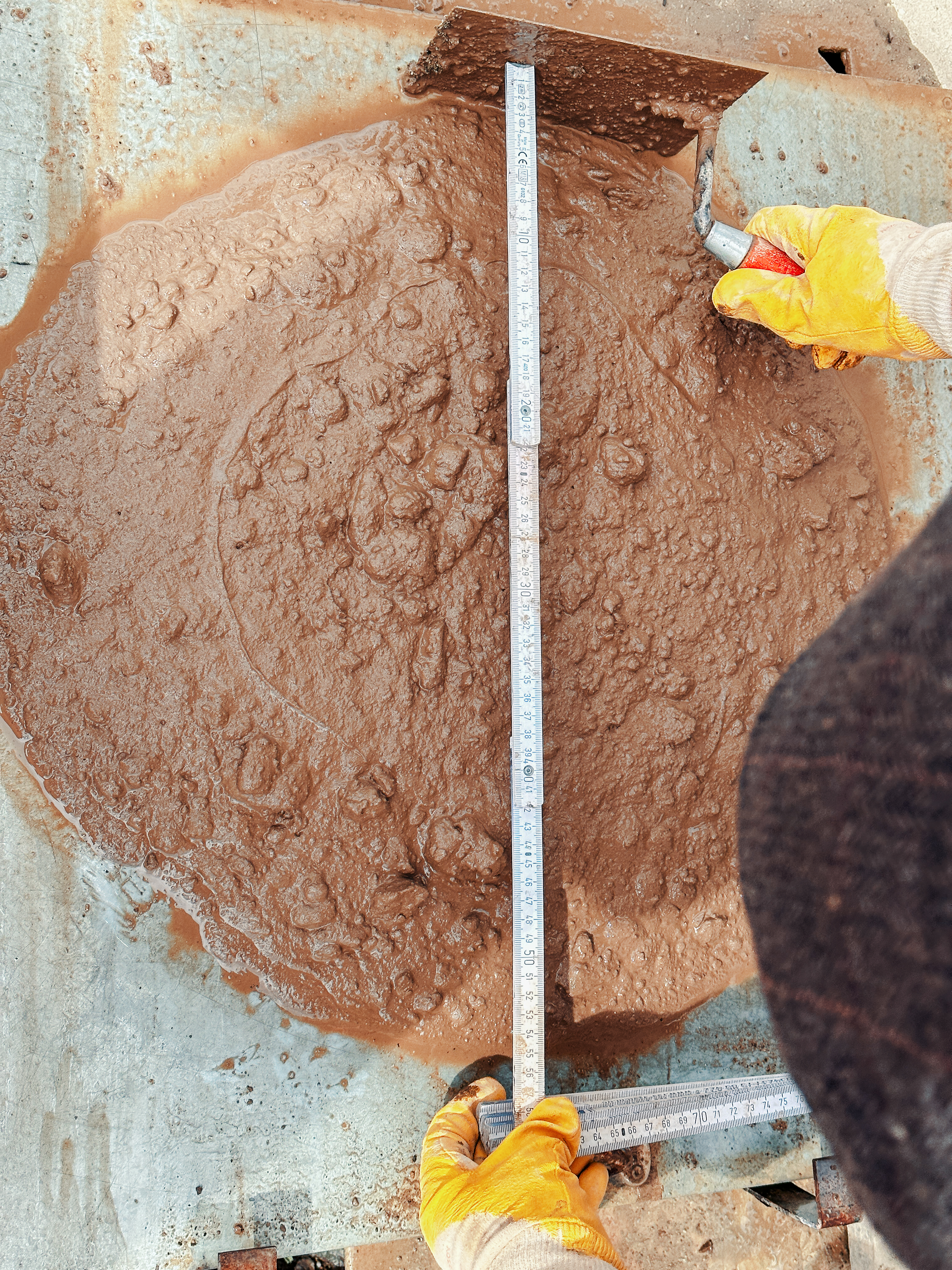
Ausbreitmaß von Flüssigboden auf dem Ausbreittisch

Flüssigboden ist ein „fließfähiger Verfüllstoff“ bzw. ein „zeitweise fließfähiger Verfüllbaustoff“. Zur Wiederverfüllung vorgesehenes ausgehobenes Bodenmaterial wird fließfähig gemacht, um es zum Einbau von erdverlegten Bauteilen zu verwenden. Dazu wird ein Gemisch aus Aushubmaterial und Zusatzstoffen (Plastifikator, Beschleuniger, Stabilisatoren) sowie Zugabewasser und gegebenenfalls Spezialkalk hergestellt und verfüllt. In Sonderfällen können noch andere Materialien zur gezielten Veränderung einzelner Eigenschaften beigefügt werden. Dieses Fertigungsverfahren ermöglicht es, beliebige Arten von Bodenaushub, industriell hergestellte und natürliche Gesteinskörnungen sowie andere mineralische Stoffe zeitweise fließfähig zu machen, selbstverdichtend wieder einzubauen und dabei bodenähnliche bis bodengleiche Verhältnisse im bodenmechanischen und bodenphysikalischen Sinn wiederherzustellen. Ein typischer Flüssigboden in diesem Sinne ist RSS Flüssigboden.
Flüssigboden gehört als friktional, kohäsiv, rückverfestigendes Material in die Gruppe der zeitweise fließfähigen, selbstverdichtenden Verfüllmaterialien und kann Konsistenzen von plastisch bis fließfähig aufweisen, wobei die bodenmechanischen Eigenschaften von Flüssigboden steuerbar sind. Flüssigboden hat keine geschlossenen, starren, zwängenden Fremdstrukturen z. B. durch hydraulische Bindemittel. In der Rückverfestigung weist Flüssigboden unter Einbaubedingungen infolge dauerhaft stabiler Wasserbindungen des Gros des Zugabewassers eine hohe Volumenstabilität auf, enthält keine umweltschädlichen Zusatzstoffe und hat daher keinen unzulässigen Einfluss auf den Boden (BBodSchG) und den Wirkungspfad Boden-Grundwasser.

## Bestandteile

### Ausgangsmaterial
Das Ausgangsmaterial für die Herstellung von Flüssigboden sind beliebige Arten von Bodenaushub oder andere mineralische Stoffe. Flüssigboden kann nicht nur aus beliebigen Aushubböden, sondern auch aus ausgewähltem Recyclingmaterial ohne resthydraulische oder den Feuchtehaushalt ungeplant verändernde Inhaltsstoffe und aus anderen geeigneten Schüttstoffen hergestellt werden.

### Zusatzstoffe
Als Zusatzstoffe werden beim Flüssigboden spezifische Plastifikatoren verwendet, Beschleuniger, spezifische Stabilisatoren, die als bodenartig bezeichnet werden können, da sie aus Materialien bestehen, die im Boden auch in natürlicher Form vorkommen (z. B. Tonminerale) sowie Zugabewasser und gegebenenfalls Spezialkalk. Zusatzstoffe in Art und Menge, welche die Bildung von makroskopischen, starren, miteinander vernetzten, festen, die Eigenschaften des Ausgangsmaterials überlagernden und somit sehr verformungsarme Fremdstrukturen im Boden erzwingen, sind ungeeignet.

#### Plastifikator
Der Zusatzstoff, welcher die temporäre Fließfähigkeit eines Verfüllmaterials aus Boden etc. ermöglicht, wird als „Plastifikator“ bezeichnet. Ein Plastifikator hat die Aufgabe, das Zugabewasser im fließfähigen Zustand des Flüssigbodens in der Bodenmatrix zu halten (Retensionsvermögen). Ein Plastifikator ermöglicht somit auch die Bildung eines Wasserfilms oder von Gleitschichten zwischen den Bodenpartikeln und dadurch die temporäre Fließfähigkeit der entsprechenden Bodenmatrix. Plastifikatoren können beispielsweise Cellulosederivate, Bentonitsuspensionen, chemische Fließmittel und spezielle Schichtmineralien sein. Ihre Eignung ist im Einzelfall zu prüfen und nachzuweisen. Als Plastifikatoren für Flüssigboden haben sich spezifisch veränderte Schichtmineralien bewährt. Diese können schon in geringen Mengen auch höhere Wassermengen eines Bodens stabil und unter Einbaubedingungen dauerhaft aufnehmen.

#### Beschleuniger
Als Beschleuniger werden derzeit meistens hydraulische Beschleuniger verwendet. Andere Materialien sind als Beschleuniger ebenfalls geeignet, jedoch momentan wirtschaftlich meist noch erheblich ungünstiger. Hydraulische Beschleuniger sind Zemente, die einen geeigneten und speziell erforderlichen Hydratationsverlauf aufweisen.
Sie entziehen beschleunigt, zu einem zeitlich definierten Zeitpunkt, dem zugesetzten Plastifikator Zugabewasser. Dadurch werden die Gleitschichten abgebaut und Reibkraft entsteht an den Bodenpartikeln der Flüssigbodenmatrix. Folglich wird das vormals fließfähige Material plastisch. Danach wird das restliche Zugabewasser vom ebenfalls dem Prozess zugeführten „Stabilisator“ dauerhaft aufgenommen und gebunden.
Infolge der zeitlich in vorgegebenen Grenzen steuerbaren Plastifizierung, lässt sich bei einem „Flüssigboden“ seine Frühbelastbarkeit gezielt einstellen und bei Bedarf in bestimmten Grenzen verändern. Zementbeschleuniger dürfen nur in der Art und Weise eingesetzt werden, dass der sogenannte „Zementpunkt“ mit Sicherheit unterschritten wird. Mit dem Überschreiten des Zementpunkts beginnen die Zementsteinstrukturen, sich zunehmend zu vernetzen. Dadurch wird die Bodenmatrix immer stärker mit einer starren, bodenfremden Gitterstruktur durchsetzt. In der Folge überlagern zunehmend die bauphysikalischen Eigenschaften dieser zwängenden Strukturen des jetzt hydraulisch gebundenen Materials die Eigenschaften des verwendeten Bodens.

#### Stabilisator
Ein Zusatzstoff, welcher die bereits durch einen Beschleuniger bewirkte Plastizität des in die Baugrube eingebrachten Flüssigbodens weiter herabsetzt und dadurch die Rückverfestigung mit den Ausgangseigenschaften des Bodens vorantreibt, wird als Stabilisator bezeichnet. Zemente u. a. hydraulische Bindemittel sind als Stabilisatoren ungeeignet, da sie zur Bildung o. g. starrer Fremdstrukturen im Boden führen. Ein mit einem derartigen Material verfüllter Bereich verhält sich wie ein Fremdkörper (z. B. unter einer Straße), der die bekannten Schadensbilder geschädigter Straßen prägt. Erst Flüssigboden als bodenartiges Verfüllmaterial ermöglicht es, derartige Schäden zu vermeiden.

#### Wasser und Kalk
Das Zugabewasser ist die Menge an Wasser, die dem Flüssigboden (je nach erforderlicher Konsistenz) zugegeben wird, um ihn zeitweise fließfähig zu machen. Spezialkalk wird zur Konditionierung extrem toniger oder feuchter und rieselunfähiger Böden eingesetzt. Seine besonderen Eigenschaften verhindern das unkontrollierte Nacherhärten (puzzolanische Reaktion), wie es beim konventionellen Aufkalken solcher Böden immer wieder zu beobachten ist.

## Flüssigbodenverfahren
Das Flüssigbodenverfahren ermöglicht es, Bodenaushub durch die Vermischung mit Zusatzstoffen und Wasser zuerst in einen plastisch bis fließfähigen Zustand zu versetzen und anschließend mit den bodenmechanisch relevanten Eigenschaften des Ausgangsmaterials oder mit gezielt geänderten Eigenschaften rückzuverfestigen. Flüssigboden hat besondere, zeitabhängige Eigenschaften. Die Konsistenz bei der Verarbeitung kann von fließfähig bis plastisch eingestellt werden. Die „Rückverfestigung“ erfolgt auf der Grundlage dauerhaft stabiler Wasserbindungen in der Bodenmatrix oder aufgrund der Strukturen der zugegebenen Schichtmineralien.
Weil keine bodenfremden Zusatzstoffe und demnach auch keine abträglichen Chemikalien verwendet werden, beeinflusst der Einsatz von Flüssigboden nicht den Schutz des Bodens(BBodSchG) und den Wirkungspfad Boden-Grundwasser (BBodSchV). Die Untersuchung und Bewertung des Ausgangsbodens, seine Bewertung, die Verwendung der speziell geeigneten Zusatzstoffe und die richtige Umsetzung der Rezeptur durch qualifizierte Fachkräfte und dafür geeignete Herstelltechnik sichern eine hochwertige Flüssigbodenherstellung.

## Unterscheidungsmerkmale
Flüssigboden lässt sich unterscheiden nach:
- der Verarbeitungskonsistenz (z. B. fließfähig, plastisch),
- die Art der Herstellung (stationäre oder mobile Herstellung)
- dem Ort der Herstellung (auf der Baustelle oder extern hergestellt),
- den spezifischen Eigenschaften des Endproduktes und
- dem Ausgangsmaterial (Bodenaushub oder andere Ausgangsmaterialien).

## Qualitätssicherung in Deutschland und international

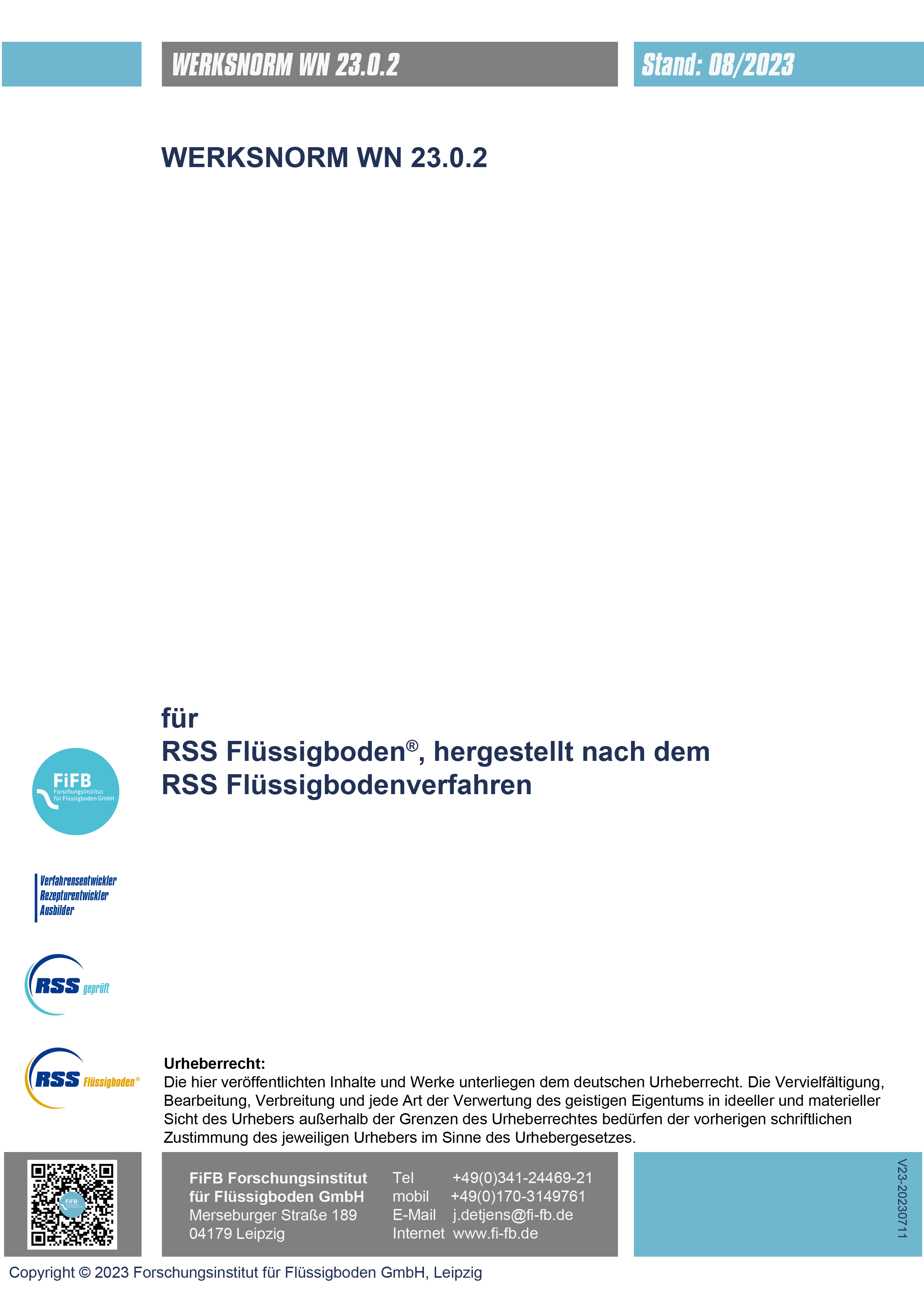
Werksnorn 23.0.2

### Qualitätsmanagement
Die Qualitätsrichtlinien des Verfahrensentwicklers werden in der Werksnorm WN23.0.2 definiert. 
Das Nationale Register zur Veröffentlichung von Normen, Standards und weitere Regulierungen der Schweiz hat 2023 eine Richtlinie zum Flüssigbodenverfahren veröffentlicht. Herausgeber ist der Schweizerische Verband der Strassen- und Verkehrsfachleute VSS. Qualitätssicherungsmaßnahmen sowie Qualifikationen werden für das Flüssigbodenverfahen benannt.
In Deutschland wurde im Jahre 2009 die RAL Gütegemeinschaft Flüssigboden e. V. zur Qualitätssicherung von Flüssigboden gegründet. Sie gilt als Interessenvertreter der Qualitätsansprüche der deutschen Netzbetreiber und Straßenbauträger.
Der Mindestumfang der für die Anwendung des Flüssigbodenverfahrens einzuhaltenden Anforderungen, der erforderlichen Prüfungen und der sinnvollen Abläufe wird durch die Güte- und Prüfbestimmungen des RAL-GZ 507 vorgegeben. Die Anforderungen dieses Gütezeichens stellen in der Zusammenfassung der mit dem Verfahren seit 1998 gesammelten Erfahrungen die Grundlage für die Qualitätssicherung dar.
Weiterhin gibt es auch weitere unabhängige Institutionen, die sich mit dem komplexen Aufgabengebiet der Qualitätssicherung im Bereich Flüssigboden beschäftigen.
Bundesqualitätsgemeinschaft Flüssigboden.

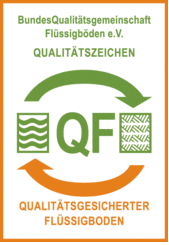
BQF-Qualitätszeichen

Ziel ist es, Flüssigböden als innovativen Baustoff und wirtschaftliche Bauweise durch Sicherung der Qualität, Information, Schulung der Hersteller sowie verarbeitenden Fachunternehmen und Forschung zu fördern. Die Qualitätssicherung basiert auf den „Hinweisen zu zeitweise fließfähigen Verfüllbaustoffen aus Böden und Baustoffen (ZFSV)“ der Forschungsgesellschaft für Straßen- und Verkehrswesen (FGSV), die das einschlägige Regelwerk für Flüssigböden darstellt. Nach dieser Qualitätsrichtlinie trägt qualitätsgesicherter Flüssigboden das BQF-Qualitätszeichen.
- Die Geräte- und Laborausstattung der Hersteller wird durch neutrale Prüfinstitute zertifiziert
- Das Führungspersonal muss die BQF-Fachkundelehrgänge erfolgreich durchlaufen haben.
- Die gemäß FGSV-Hinweisen zu Flüssigböden (ZFSV) relevanten Bodenparameter werden im Rahmen der BQF-Qualitätssicherung von Flüssigböden regelmäßig durch neutrale Prüfinstitute überwacht.

### Überwachung
Flüssigboden unterliegt keiner verpflichtenden Fremdüberwachung durch eine anerkannte Stelle. Mit der Beauftragung einer freiwilligen Fremdüberwachung dokumentiert der Hersteller gegenüber dem Abnehmer Vertrauen in die Qualitätssicherung von Flüssigböden. Die Fremdüberwachung wird von neutralen und unabhängigen Stellen durchgeführt.

### RAL Gütegemeinschaft Flüssigboden e.V

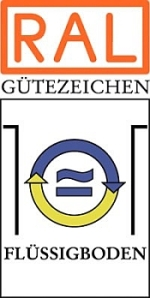
RAL Gütezeichen Flüssigboden

Die für die Grundsätze der Gütesicherung von Flüssigboden maßgeblichen Regelwerke (z. B. die ZTV-A-StB97) schreiben die Formen der Überwachung vor: Bei der Eigenüberwachung überwacht sich das ausführende Unternehmen selbst, bei der Fremdüberwachung überwacht zusätzlich eine anerkannte Überwachungsstelle. Die Eigenüberwachung hat grundsätzlich immer zu erfolgen. Sie umfasst die Durchführungen erforderlicher Prüfungen und deren Protokollierungen.
Die spezielle Gütesicherung des Flüssigbodens erfolgt durch:
- Erstprüfungsumfang nach den Richtlinien des RAL GZ 507 (Eignungsprüfung)
- Eigenüberwachungsumfang nach den Richtlinien des RAL GZ 507
- Fremdüberwachungsumfang nach den Richtlinien des RAL GZ 507

Die Güte- und Prüfbestimmungen der RAL Gütegemeinschaft Flüssigboden e. V. einschließlich der dazugehörigen Prüfanforderungen und Regeln legen alle für den Einsatz von Flüssigboden einzuhaltende Anforderungen auf der Grundlage der Erfahrungen der Entwickler und Nutzer fest. Diese Bestimmungen liegen derzeit in ihrer 2. Fassung in der in der Gütegemeinschaft abgestimmten Form vor. Kontinuierlich werden die neuesten Erkenntnisse aus Forschung und Anwendung in diese Grundlagen der Qualitätssicherung eingearbeitet.

### Die Baustoffüberwachungsverbände (BÜVs)

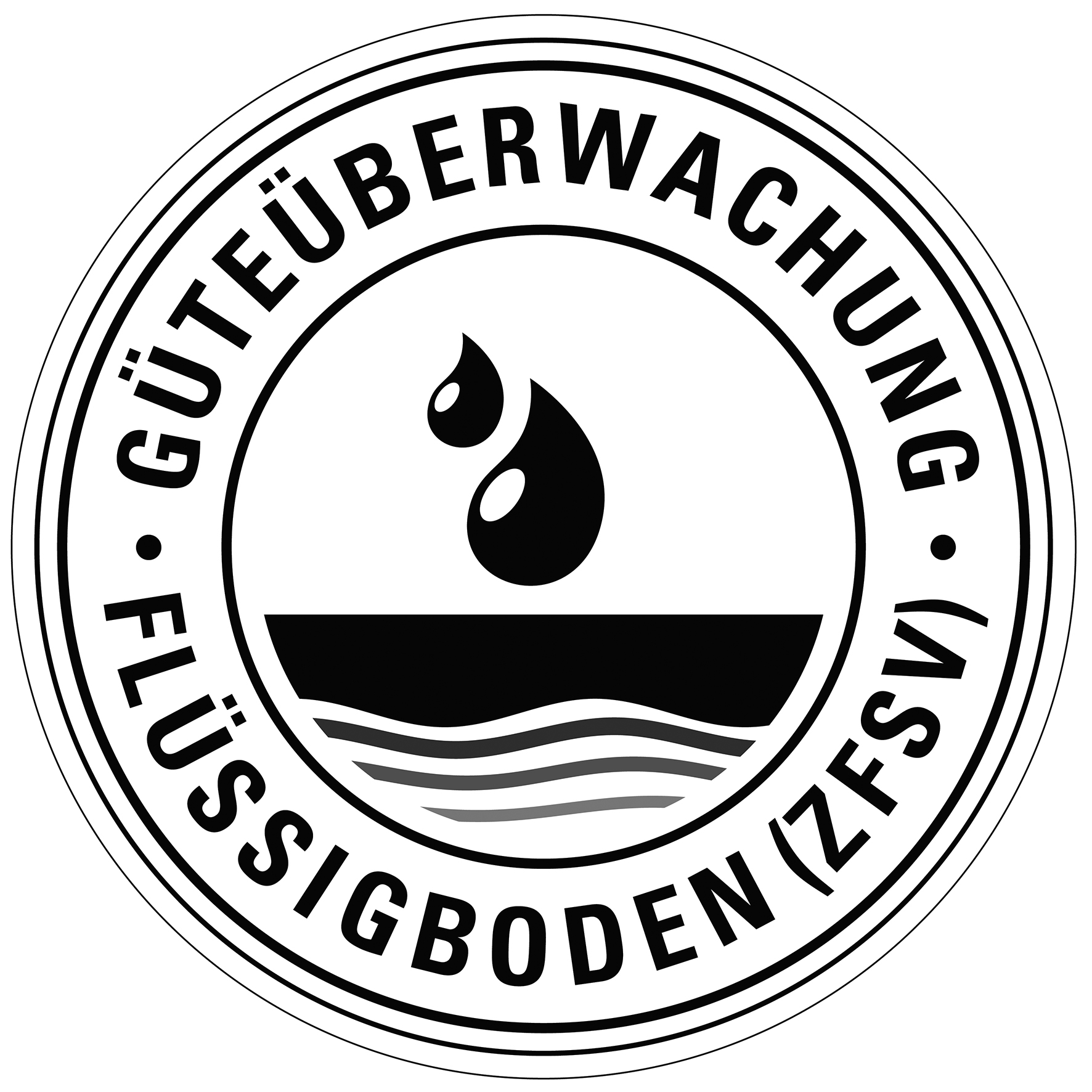
Produktqualitätszeichen BÜV

Die BÜVs sind akkreditierte und regional tätige Überwachungs- und Zertifizierungsverbände. Die Fremdüberwachung und Zertifizierung von Flüssigböden durch die BÜVs umfasst die Erstinspektion der Mitgliedswerke einschließlich Überprüfung und Beurteilung der Eignungsprüfung sowie die regelmäßige Überwachung der werkseigenen Produktionskontrolle (WPK) auf Grundlage eines BÜV-einheitlichen Überwachungs- und Zertifizierungsverfahrens. Hinsichtlich der Produkteigenschaften und des Prüfumfangs im Rahmen der WPK gelten die Anforderungen gemäß H ZFSV.
Bei Vorliegen der entsprechenden Voraussetzungen verleihen die BÜVs das verbandliche Produktqualitätszeichen für Flüssigboden entsprechend ihrer Produktzeichensatzung.

### Qualifizierung und Weiterbildung
Der Erwerb der Qualifikationen zum Geprüften Gütesicherungsbeauftragten Flüssigboden nach RAL Gütezeichen 507 erfolgt mit der Prüfung durch die RAL Gütegemeinschaft Flüssigboden e. V. in Zusammenarbeit mit auf diesem Gebiet bereits erfahrenen Forschungseinrichtungen von Hochschulen und Instituten und den Verfahrensentwicklern.

### Technische Daten
Die für den jeweiligen Flüssigboden am konkreten Objekt zu erreichende Werte werden anhand der örtlichen Bodenverhältnisse und der bautechnischen Erfordernisse der jeweiligen Baustelle im Rahmen der Sollwertermittlung vor Baubeginn ermittelt. Diese Sollwerte werden in Form der jeweiligen Flüssigbodenrezeptur in vorgegebenen Toleranzgrenzen eingehalten, wobei die Qualität der Umsetzung durch die Güte- und Prüfbestimmungen in der 2. Fassung aus 2010 abgesichert ist.
Beispielhafte Werte eines nach RAL GZ 507 geprüften Flüssigbodens in Abhängigkeit von der Bodenklassifikation nach DIN 18196 (des Ausgangsbodens):
- Rohdichte: 1,6 – 2,4 kg/dm3 (Einbau-/Endzustand weitgehend identisch) in der Art der hier beschriebenen Definition
- Druckfestigkeit nach DIN EN 18136 und in Abhängigkeit vom jeweiligen Boden zwischen z. B. 0,1 bis 0,3 für Bk3 oder bis 0,8 N/mm² für Bk5 (je nach Sollwertermittlung)
- Lösbarkeit nach DIN 18300: Bodenklasse 3–5 (je nach Sollwertermittlung)
- Ev2-Wert nach DIN 18134: nach 28 d > 45 MN/m²
- Wasserdurchlässigkeit nach DIN 18310: 10−5 bis 10−10 m/s (je nach Sollwertermittlung)
- Umwelt- und Wasserunbedenklichkeit gemäß der durch das RAL Gütezeichen 507 geforderten Nachweisführung.

## Systematik

### Zeitweise fließfähige, selbstverdichtende Verfüllmaterialien

Systematik der zeitweise fließfähigen, selbstverdichtenden Verfüllmaterialien

Messbare Unterschiede bei Druckeinwirkungen durch Bruchstauchung beim einaxialen Druckversuch (nach DIN 18136)

Die Unterscheidung der zeitweise fließfähigen Verfüllmaterialien erfolgt in der Regel nach der:
- Art des Rückverfestigungsprozesses (z. B. friktional, kohäsiv, rückverfestigend oder hydraulisch abbindend),
- Art der verwendeten Ausgangsmaterialien (z. B. natürliche Materialien wie Boden oder künstlich aufbereitete Materialien wie Sande/Kiese und Recyclingbaustoffe),
- Art der Verwendung und speziellen Endeigenschaften (z. B. sich bodenartig verhaltendes oder gezielt mit speziellen Eigenschaften versehenes Material),
- der Trockenrohdichte,
- der Druckfestigkeit.

Die Abgrenzung der kohäsiv, friktional rückverfestigenden von den hydraulisch abbindenden Materialien wird anhand objektiver Prüf- und Messergebnisse der Materialien und durch Kenntnisse der signifikanten Unterschiede dieser Materialgruppen vorgenommen. Diese Kenntnisse werden im Grundlagenbereich des Bauingenieur-Studiums und bei den Schulungen mit anschließender Zertifizierung der RAL Gütegemeinschaft e. V. durch Lehrkörper deutscher Hochschulen und Institute vermittelt (siehe nebenstehendes Beispiel: messbare Unterschiede bei Druckeinwirkungen durch Bruchstauchung beim einaxialen Druckversuch (nach DIN 18136)).

#### Friktional, kohäsiv, rückverfestigende Materialien (Flüssigboden)
Flüssigboden gehört als friktional, kohäsiv, rückverfestigendes Material in die Gruppe der zeitweise fließfähigen selbstverdichtenden Verfüllmaterialien.
Merkmale und Eigenschaften:
- rückverfestigend durch den dauerhaft stabilen Einbau der Masse des Zugabewassers in die Materialstrukturen, mit der Folge der Aufhebung der Gleitschichten und der daraus folgenden Ausbildung von Reibkräften und erhöhter Kohäsion zwischen den Bodenpartikeln
- das Ausbleiben starrer, zwängender Strukturen führt zu Materialeigenschaften, die sich bei Veränderungen von Außenbedingungen (z. B. Luftfeuchte, Auflast, Temperatur) im Boden analog verändern und anpassen können
- Erhaltung der bodenmechanischen Eigenschaften des Ausgangsbodens
- ist aus beliebigem Aushubmaterial (Boden) herstellbar, da nicht zwingend von Randbedingungen (wie z. B. nichthumines Milieu für die verfestigende Reaktion hydraulischer Bindemittel) abhängig
- einzelner Eigenschaften können gezielt verändert werden

Beispiele:
- RSS Flüssigboden, Flüssigboden nach RAL GZ 507, Flüssigboden nach der Qualitätsrichtlinie QRF z. B. WBM-Flüssigboden
- Flüssigboden auf der Basis komponentenbezogener Funktionstrennung z. B. separates Material für die Plastifizierung und Stabilisierung
- Flüssigboden auf der Basis von Mehrfunktionskomponenten z. B. Plastifikator und Stabilisator in Form einer Komponente
- Fremdproduktionen unter Nutzung der Verfahrensrechte (z. B. AggReFlow)
- Flüssigboden RFB, auf Basis von natürlichen Gesteinskörnungen unter Verwendung umweltverträglicher, mineralischer Zusätze sowie Wasser hergestellt

#### Hydraulisch abbindende Materialien
Merkmale und Eigenschaften:
- stellen Gemische von hydraulischen Bindemitteln mit Sand, RC-Baustoffen oder Boden dar
- rückverfestigen durch die Bildung bodenfremder und damit die Eigenschaften des Ausgangsmaterials überlagernde starre, zwängende Strukturen
- verändern die bodenmechanischen Eigenschaften des Ausgangsmaterials wesentlich
- führen zu Materialeigenschaften, die sich nicht den Veränderungen von Außenbedingungen (wie z. B. Luftfeuchte, Auflast, Temperatur etc.) im Boden anpassen können
- führen somit zu Fremdkörpern im Boden mit nicht bodentypischen Eigenschaften
- überwiegend nicht aus beliebigem Aushubmaterial (speziell nicht aus stark bindigen, tonigen oder huminbelasteten Böden) wirtschaftlich herstellbar
- Herstellung meist durch reine Mischprozesse
- Masse des Zugabewassers muss verdunsten, diffundieren und drainieren, was bei nicht selbsttragenden Kornstrukturen zu Schwindungen und in deren Folge zu zusätzlichen Setzungen führt

#### Aus industriell hergestellten Gesteinskörnungen bestehende Materialien
Beispiele:
- Magerbeton
- Leichtbeton
- Mörtel

#### In der Phase der Rückverfestigung schwindende Materialien (bis über 10%)
Beispiele:
- Schaumbeton nach DIN 4264

#### Enthalten natürlich anstehende Böden als Zuschlag
Beispiele:
- Erdbeton
- Bodenmörtel

#### Keine Gesteinskörnung enthaltende Baustoffe, in der Phase der Rückverfestigung relativ gering schwindende Materialien
Beispiele:
- Bindemittel-Suspensionen, die z. B. Klinker, latent hydraulische Stoffe und inerte Füllstoffe sowie Additive zur Steuerung der Rheologie und des Absetzverhaltens enthalten

## Geschichte
Zum Einbau von erdverlegten Bauteilen muss zunächst der entsprechende Bodenbereich als Bodenaushub ausgehoben und später wieder weitgehend bzw. vollständig mit Boden verfüllt werden. Der obere bzw. oberste Bodenauffüllbereich kann auch als Unterbau für Verkehrswege genutzt werden. Hierbei ist für die Langzeitgebrauchsfähigkeit der Bauteile vorteilhaft, wenn zur Wiederverfüllung der ursprünglich ausgehobene Boden wiederverwendet werden kann.
Zum wirtschaftlichen Einbau dieses ausgehobenen Bodens wurde ab 1998 das Flüssigbodenverfahren durch die privatwirtschaftlich tätige Forschungsinstitut für Flüssigboden GmbH (vormals LOGIC – Logistic Consult Ingenieurgesellschaft mbH) entwickelt, in verschiedenen Varianten patentrechtlich geschützt und als Begriff sowohl erstmals verwendet als auch im Sinne der Wiederherstellung der ursprünglichen Bodensituation nach Aufgrabungen geprägt.
Das Flüssigbodenverfahren ist im Rahmen zahlreicher nationaler und internationaler Forschungs- und Entwicklungsprojekte entstanden, die mit der Entwicklung eines Kombischachtsystems begannen.
Die herkömmlichen, zeitweise fließfähigen Baustoffe wie Dämmer, Füller, Schaumbeton, Bodenmörtel usw., alles hydraulisch erhärtende Materialien, erfüllten die technischen Anforderungen an ein geeignetes Verfüllmaterial und den optimalen Schutz der eingebauten Leitungen und Rohre nicht ausreichend. Nur ein bodenähnliches bis bodengleiches Verhalten des Verfüllmaterials sichert gleiche Tragfähigkeiten im Untergrund und damit die Setzungsfreiheit von Straßen, Unterbau mit Rohren und Leitungen und stellt keinen, die Einbauten wie z. B. die Rohre schädigenden Fremdkörper mehr im Straßenuntergrund dar. Der Bedarf zur erfolgreichen Entwicklung des Flüssigbodenverfahrens war durch technische Zwänge und umweltrechtliche Forderungen (z. B. Kreislaufwirtschafts- und Abfallgesetz) entstanden.
Die Entwicklungsarbeiten seit 1998 führten zu technischen und technologischen Lösungen, die die spätere Zugänglichkeit aller übereinanderliegenden Leitungen, selbst ohne das Öffnen von Gräben und ohne die Umverlegung höher liegender Leitungen und Rohre sicherstellen können, eine Revolution im Kanal- und Rohrleitungsbau. Der Entwicklung eines Verfahrens zur Nutzung aller bautechnisch relevanten Bodenarten ging auch der Wunsch voraus, bekannte Qualitätsprobleme für Kanäle, Leitungen und Straßen zu überwinden:
- Setzungen als Folge von Verdichtungsproblemen oder als Folge von Drainagen in den Verfüllbereichen
- Setzungen als Folge von sich nicht zum Umgebungsboden in seiner Form und Größe gleich verhaltendem Verfüllmaterial
- Rohrbrüche als Folge von schlechten Zwickelverdichtungen
- Straßenschäden als Ergebnis nicht verdichteter Verbauspuren
- Straßenschäden als Folge von Durchstempelungen fester Fremdkörper unter der Straße oder Ausspülungen und Sackungen
- Straßen- und Rohrschäden als Folge von fehlendem Verbund zwischen Verfüllmaterial und Grabenwänden
- Folgen der Verletzung umweltrechtlicher Forderungen des Gesetzgebers.

### Forschungs- und Entwicklungsprojekte

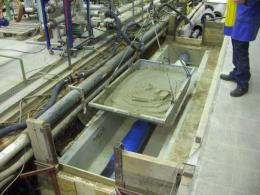
Industrieforschung am Forschungsinstitut FFI Hannover: Fernwärmeanwendungen von Flüssigboden,

Beispiele für das im Rahmen zahlreicher nationaler und internationaler Forschung und Entwicklungsprojekten entstandene Flüssigbodenverfahren:
- Forschungsinstitut für Flüssigboden GmbH: Experimentelle Entwicklung eines Flüssigbodens nach RAL GZ 507 unter Berücksichtigung projekt- sowie regelwerkspezifischer Anforderungen[19]
- Hochschule Regensburg: bodenmechanische Grundlagen und Fernwärmeanwendungen von RSS Flüssigboden
- Fernwärme Forschungsinstitut FFI Hannover: Industrieforschung für Fernwärmeanwendungen von RSS Flüssigboden

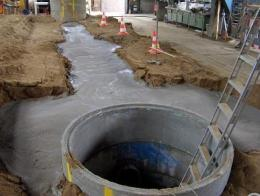
RWTH Aachen: Spannungsfreiheit des Rohrmaterials bei Einbau von Rohren in Flüssigboden

- Universität Bochum und Institut für Unterirdische Infrastruktur (IKT) Gelsenkirchen: Erprobung des Flüssigbodenverfahrens
- RWTH Aachen (Rheinisch Westfälische Technische Hochschule): Vermeidung von Rohrverformungen und Schwingungsdämpfung mittels RSS Flüssigboden
- SP Sveriges Provings- och Forskningsinstitut Göteborg: Wintertauglichkeit von RSS Flüssigboden
- TU Dresden u. a. Partner: Nutzung der Immobilisierungsmöglichkeiten des RSS Flüssigboden Verfahrens für die Verwertung kontaminierter Abfälle
- Berliner Wasserbetriebe: Berliner Großversuche zum Materialverhalten von RSS Flüssigboden im Vergleich mit hydraulischen Verfüllmaterialien, finanziert durch die Berliner Wasserbetriebe
- Stadtentwässerung Göttingen: Pionierarbeit bei der Qualitätssicherung der Flüssigbodenanwendungen im Kanalbau
- DEUS 21 mit dem Fraunhofer-Institut Stuttgart: RSS Flüssigboden und komplexe Trassen mit innovativen Lösungen für die Gestaltung von Infrastruktursystemen (neue städteplanerische Lösungen)[20]
- Dortmund; F&E Projekt MUNIS: Nutzen komplexer Trassen am Beispiel des Vergleichs des komplextrassigen RSS-Systems mit anderen Trassenformen

## Bautheorie

### Bautechnische Grundsätze
Bauschäden können laut ZTV-A-StB 97 nur dann vermieden werden, wenn das Verfüllmaterial im eingebauten Zustand das auch für den Umgebungsboden typische bodenmechanische Verhalten aufweist. Ansonsten wird das Verfüllmaterial zum „Fremdkörper“ und reagiert bodenmechanisch und bauphysikalisch anders als die Umgebung des Verfüllbereiches. Dies ist einer der wichtigsten Gründe für bekannte Bauschäden. Durch die Arbeitsgruppe 5.3.2 des FGSV wurde diese Aussage in die Grundsätze der Entwurfsfassung des Merkblattes TP BF-StB, Teil B 11.3 aufgenommen. Diese Grundsätze werden erstmals umfassend und vollständig durch Flüssigboden erfüllt.

### Voraussetzungen für schadenfreies Bauen

Vergleich der klassischen Bauweise mit der Flüssigbodenbauweise

Zur Sicherung einer optimalen Einbauqualität und zur Vermeidung von Straßenschäden müssen die im Kanalbau eingesetzten Verfüllmaterialien bodentypisches Verhalten aufweisen. Hierbei ist auch auf die Vermeidung eines ungünstigen Rohrauflagerwinkels, unzureichende Zwickelverdichtung oder Schwindungen des Verfüllmaterials zu achten. Der Schutz der eingebauten Bauteile (Rohre, Leitungen, Kabel) durch das eingesetzte Verfüllmaterial vor mechanischen Beschädigungen und chemischen Einwirkungen ist zu gewährleisten.

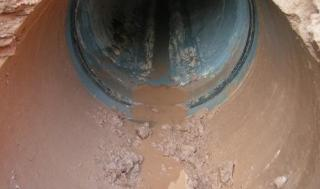
Ideale Einbettung eines Rohres mit Flüssigboden

Die Verfüllbereiche (Rohrgräben) müssen zur Vermeidung von Rohr- und Straßenschäden so verfüllt werden, dass Setzungen auszuschließen sind. Die Rohre müssen vor dynamischen Lasteinträgen z. B. aus der Verkehrsbelastung (Bettungsschäden, Schäden an Rohrverbindungen und Abzweigen usw.) geschützt werden. Unzulässige Nacherhärtungen des Verfüllmaterials über das Maß von Austrocknungen tonhaltiger Böden hinaus müssen vermieden werden. Der Aushub muss umweltrechtlich und ökologisch korrekt wiederverwendet werden. Jegliches Austauschmaterial ist zur Erfüllung des Kreislaufwirtschafts- und Abfallgesetzes (KrW-/AbfG) zu vermeiden. Die Verfüllmaterialien und deren Komponenten müssen vollständig umweltunbedenklich sein.

## Baupraxis

### Vorteile von Flüssigboden

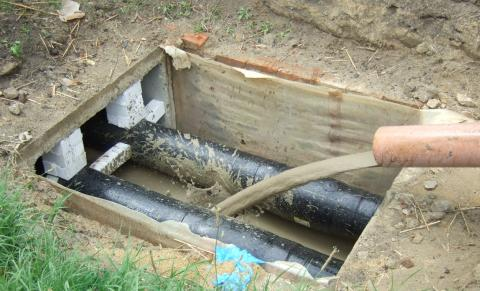
Flüssigboden bei der volumenstabilen Verfüllung eines Haubenkanals mit KMR-Rohren

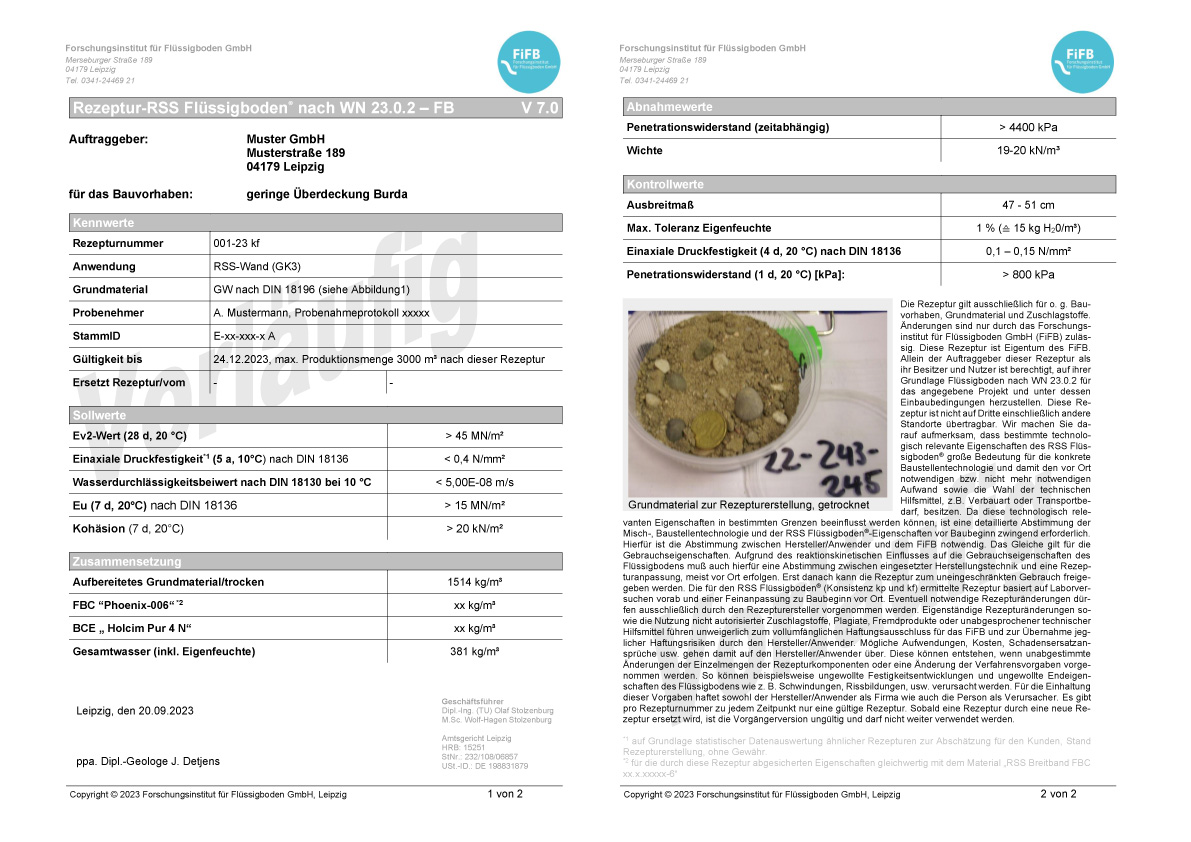
Musterrezeptur Flüssigboden

Aufgrund seiner Fließfähigkeit verfüllt Flüssigboden bei seinem Einbau die Hohlräume selbständig und sichert dabei dauerhaft einen stabilen Materialverbund. Dadurch ist keine wirtschaftlich aufwändige mechanische Verdichtung des eingebauten Bodens nötig. Mit Flüssigboden können so enge Grabenbreiten genutzt und die Aushubmassen minimiert werden.
Städteplanerisch, verkehrsplanerisch und bauwirtschaftlich ist es vorteilhaft, mehrere erdverlegte Leitungen oder Kanalrohre in engen Aushubbereichen nebeneinander und übereinander einzubauen und lückenlos mit dem fließfähigen, sämtliche Hohlräume selbständig verfüllenden Material (Flüssigboden) zu verfüllen. Hierbei liegen (im Gegensatz zu anderen Verfahren) in sämtlichen verfüllten Bereichen die gleichen Materialeigenschaften vor. Unterschiedlich verdichtete Bereiche bilden sich demnach in der Peripherie des Rohres nicht aus.

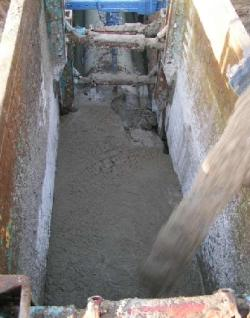
Vollständige Verfüllung des Grabens mit Flüssigboden in einem Arbeitsschritt

Auch bei der Konzentration von mehreren bzw. zahlreichen erdverlegten Leitungs- und/oder Kanalrohren auf wenige enge Einbaubereiche, liegt der Kostenaufwand zur Errichtung, Reparatur und Erweiterung komplexer, städtischer und kommunaler Leitungs- und Rohrsysteme (Kombitrassen) beim Einsatz von Flüssigboden vergleichsweise niedrig. Es lässt sich mit derartig komplexen Trassen unterirdischer Bauraum frei halten und später für andere verkehrstechnische oder infrastrukturelle Bedürfnisse vorteilhaft nutzen. Solche Baumaßnahmen sind erheblich preiswerter, da keine Umverlegungen erforderlich sind und eine Trasse entsteht, die flexibel an sich ändernde Bedingungen und Nutzeranforderungen angepasst werden kann.
Die gezielte städteplanerische Nutzung dieses Sachverhalts ermöglicht deshalb, die kostengünstige und flexible Errichtung und den Betrieb von Ansiedlungen sowie von Gewerbe- und Industriegebieten mit neuen vorteilhaften Lösungen. Auch andere Nutzungskonzepte für innerstädtische Bereiche lassen sich einfacher und deutlich flexibler gestalten. Diese Bauweise wurde und wird bereits erfolgreich angewendet. Hierbei wirkt sich zusätzlich wirtschaftlich vorteilhaft für den späteren Betrieb der Netze aus, wenn die Verlegungsbereiche in derartigen Kombitrassen möglichst neben oder aufgrund der Asymmetrie der Kombischächte in den Randbereichen der Verkehrswege angeordnet werden können. Durch die Verwendung des ursprünglichen Bodens als Verfüllmaterial in Form von Flüssigboden werden die möglichen baupraktischen Nachteile anderer Verfüllmaterialien (z. B. Setzungen oder Risse in der Straßendecke durch unter der Straße entstandene Fremdkörper) vermieden.
Außerdem können Schwingungsschäden bei erdverlegten Rohrleitungen durch verformungsarme unterirdische Fremdkörper sowie Verformungen und Rissbildungen des Straßenbelags durch den Einsatz eines Fremdmaterials mit gesteigerter bzw. verminderter Quellfähigkeit bei der Verwendung derartiger „Fremdmaterialien“ auftreten. Dies kann durch die Verwendung von Flüssigboden vermieden werden, da er Schwingungsenergie spürbar und steuerbar absorbiert. Durch den Einsatz von Flüssigboden wird ebenfalls verhindert, dass man den ursprünglichen Bodenaushub durch aufwendige Transportprozesse sowohl entsorgen, als auch durch Fremdmaterial im Austausch ersetzen muss. Die mit entsprechenden Folgen für Straßen und Umwelt und die Beeinträchtigung der Anwohner werden vermieden. Abgesehen vom ökonomischen Vorteil als Folge neuer, mit dem Flüssigbodenverfahren zusammen entwickelter Technologien, einschließlich der kurzen Einbauzeit, kann Flüssigboden zahlreiche baupraktisch relevante Vorteile nutzbar machen, wie z. B.:

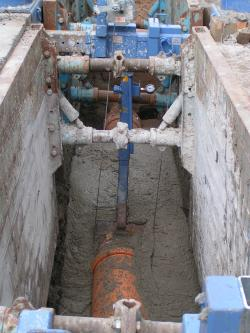
Flüssigboden im Rohrgraben

- den Erhalt der für erdverlegte Bauteile vorteilhaften bodenartigen Eigenschaften des Ausgangsbodens bei dessen Verwendung für die Herstellung von Flüssigboden;
- die Erzielung einer vorteilhaften Frühbelastbarkeit des mit Flüssigboden verfüllten Bereiches infolge der gezielten Veränderung (Steuerung) des Refixierungsverlaufes in den Grenzen des Verfahrens;
- eine gut einstellbare Fließfähigkeit bzw. Plastizität für den Bodeneinbau und dadurch die Möglichkeit, Flüssigboden auch über weite Strecken zu pumpen;
- die Verwendungsmöglichkeit von beliebigen Bodenarten und somit auch von Böden mit biologisch oder mineralogisch reaktiven Anteilen, d. h. huminbelasteten Böden;
- die Eigenschaft des Flüssigbodens, infolge seiner gut einstellbaren Fließfähigkeit auch sehr enger Hohlräume zwischen erdverlegten Leitungs- und Rohrsystemen sowie sehr eng angeordneter Bodenaushubbegrenzungsflächen selbständig, lückenlos und volumenstabil, d. h. setzungsfrei und form- sowie kraftschlüssig zu verfüllen;
- die Erfüllung sämtlicher Auflagen eines optimalen Verfüllmaterials für die dauerhaft schadenfreie Einbettung von erdverlegten Bauteilen;
- die Möglichkeit, einen Boden zu allen Jahreszeiten vielseitig (z. B. wasserdicht, wasserdurchlässig, frostbeständig oder frostunbeständig, wärmedämmend oder wärmeleitend) herzustellen;
- die Unterbindung des Schadstoffaustrags bei schadstoffbelasteten Böden;
- die Anwendbarkeit auch für Böden mit mineralischen industriellen oder Recyclinganteilen und für mineralisches Recyclingmaterial mit einer bodenähnlichen Körnungsverteilung ohne Einfluss auf das Refixierungsverhalten;
- die vollständige Erfüllung sämtlicher umweltrechtlicher Forderungen des Gesetzgebers, z. B. des Kreislaufwirtschafts- und Abfallgesetzes und damit den sicheren Schutz des Wirkungspfades Boden-Grundwasser.

### Rezeptur

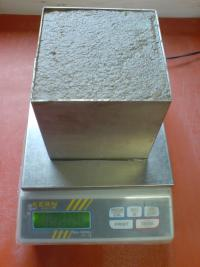
Bestimmung der Rohdichte von Flüssigboden

Bevor Flüssigboden auf der Baustelle zum Einsatz kommt, wird im Labor eine standardisierte Menge Flüssigboden hergestellt, die alle gestellten Anforderungen erfüllt. Dabei können auch Bodenverhältnisse berücksichtigt werden, die sich im Baufeld stark verändern, wenn die Rezepturerstellung auf der Grundlage der örtlichen Vorarbeiten (Bodengutachten und Probenahme) erfolgt.

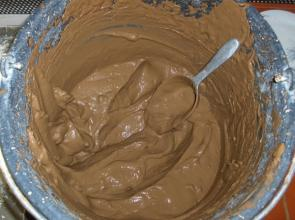
Im Labor im Rahmen der Rezepturerstellung hergestellter Flüssigboden

Die Herstellung des Flüssigbodens findet unter definierten Bedingungen und aus vorher untersuchten Materialien statt. Die Rezepturerstellung und Sollwertermittlung wird sinnvollerweise durch den Auftraggeber bereits in der Planungsphase veranlasst, um die benötigten Materialeigenschaften nachzuweisen und einen ausreichenden zeitlichen Vorlauf zur Beprobung des vor Ort anstehenden Aushubbodens nutzen zu können. Die Rezepturerstellung erfolgt nach genauer Bestimmung der Bodenverhältnisse im Baufeld und der Untersuchung der vorhandenen Bodenarten auf der Grundlage der zu erreichenden bodenmechanischen Sollwerte. Hierfür werden auf der Baustelle repräsentative Proben genommen, die als Ausgangsmaterial für die Flüssigbodenrezeptur bei der Rezepturerstellung dienen.
Die Rezeptur ist die Anweisung, nach der Flüssigboden hergestellt wird. Diese ist so ausgelegt, dass sie großtechnisch und auch vor Ort auf Baustellen umgesetzt werden kann. Eine Flüssigbodenrezeptur wird im Labor erstellt, indem das Ausgangsmaterial mit den Zusatzstoffen, dem Zugabewasser und gegebenenfalls Spezialkalk vermengt wird. Die Ergebnisse dieses Vorgehens werden so lange variiert, bis diese den Vorgaben der ermittelten Sollwerte entsprechen.

### Herstellung
Die Herstellung von Flüssigboden erfolgt im Regelfall aus dem Aushubmaterial, Flüssigboden kann aber auch im Mischwerk unter Verwendung von natürlichen, rezyklierten bzw. industriell hergestellten Gesteinskörnungen hergestellt werden, wenn diese die Rezepturvorgaben nicht ungewollt beeinflussen (z. B. resthydraulische Materialien). Die Herstellung muss mit geeigneter Technik so erfolgen, dass es jederzeit möglich ist, die korrekte Einhaltung und Umsetzung der rezepturseitig vorgegebenen Werte zu überprüfen. Daher ist die klassische Mischtechnik oft nicht oder nur begrenzt (z. B. für Sand als Ausgangsmaterial) geeignet. Die Herstellung von Flüssigboden erfordert daher für Boden im Regelfall eine besondere Maschinentechnik, die den Besonderheiten des Verfahrens entspricht und die Sicherung einer friktionalen, kohäsiven Rückverfestigung beherrschbar und kontrollierbar macht. Je nachdem welche Herstellungstechnik sich für die baulichen Gegebenheiten am geeignetsten erweist, muss man bei der Herstellung des Flüssigbodens in situ in manchen Fällen eine Bereitstellungsfläche von mindestens 400 bis 800 m² mit ausreichend fester Oberfläche, die zur Befahrung durch die eingesetzte Technik geeignet ist einkalkulieren. Gegebenenfalls ist eine ausreichende Befestigung inklusive Rückbau einzukalkulieren.
Beim „innerstädtischen Einbau von Flüssigboden“, bieten sich aber auch sehr oft „mobile Mischanlagen“ an, die nicht mehr Platz benötigen als ein herkömmlicher Abrollcontainer aber trotzdem eine sehr hohe Produktivität aufweisen.
Die Anforderungen an die Technik, die problemfrei in der Lage ist, das Flüssigbodenverfahren umzusetzen, werden in den Güte- und Prüfbestimmungen der RAL Gütegemeinschaft Flüssigboden e. V. (2. Fassung 2010) bzw. in der Qualitätsrichtlinie Flüssigboden der Bundesqualitätsgemeinschaft Flüssigboden beschrieben.

### Kompaktanlage
Eine Flüssigbodenkompaktanlage, gleichwertige Technik oder eine Zusammenstellung von Einzelkomponenten muss für die in situ Herstellung des Flüssigbodens folgende Funktionen sicherstellen:

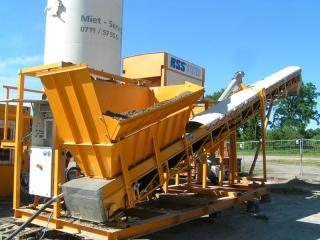
Kompaktanlage zur Herstellung von Flüssigboden

- Vorhaltbarkeit und Dosierungsmöglichkeit von mindestens zwei Trockenkomponenten, optional bei bindigem Boden von einer zusätzlichen dritten Trockenkomponente, elektronischer Mengenerfassung und Speicherung der Zugabemengen sowie kontrollierbare Ausgabe und Auslesbarkeit der Teil- und Gesamtmengen als Grundlage einer effektiven Eigen- und Fremdüberwachung.
- Ausgabe der hergestellten Mengen an Flüssigboden auf einem Lieferschein mit entsprechenden Mindestangaben (Produktbezeichnung, Rezepturnummer, Baustelle, Datum,
- Hersteller, Baufirma, Flüssigbodenmenge, Menge und Art der Trockenkomponenten, Ausbreitmaß, Zugabewassermengen, Kfz-Kennzeichen und Name des Fahrers, Zeit des Abschlusses der Herstellung, Zeit des Abschlusses des Einbaus)
- geeignete Trägertechnik mit Eignung der technischen Lösung zur mechanischen Aufbereitung und Aktivierung des Bodens
- geeignete Wiegeeinrichtung für das Wiegen der dem Herstellungsprozess zugeführten Bodenmengen mit Datenspeicherung und -ausgabe.

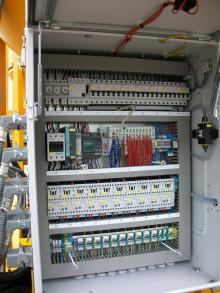
Steuerung einer Kompaktanlage

- geeignete Prozesssteuerung, die die Verfahrensspezifik zur Herstellung von Flüssigboden sicher beherrschbar und fälschungssicher kontrollierbar und die gesamten Prozessschritte entsprechend den Vorgaben der Rezepturen steuerbar macht
- bei bindigen Böden muss die Bodenaufbereitung mit exakt dosierbarem Spezialkalk zur Herstellung rieselfähigen Ausgangsmaterials und der Erfassung der zugegebenen Kalkmengen erfolgen

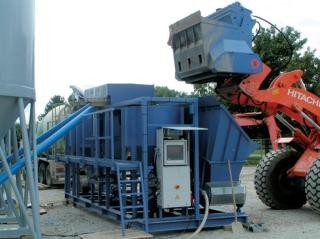
Befüllung einer Kompaktanlage zur Herstellung von Flüssigboden

- Wasseranschluss mit exakter Mengenmessung und Dosierung
- Stromanschluss
- geeignete Technik zur Befüllung des Transportmittels (z. B. Betonmischer, Pumpen)
- geeignete Transportmittel für den Transport und Mischvorgang einschließlich des Einbaus des Flüssigbodens am vorgesehenen Ort
- geeignete Hilfsmittel für den Flüssigbodeneinbau, um sowohl unnötiges Spritzen als auch eine ungünstige Belastung der einzubauenden Rohre oder Bauteile durch den einzubauenden Flüssigboden und damit unnötige Problemsituationen zu vermeiden
- Mess- und Prüfmittel zur Steuerung, Überwachung und Dokumentation der Prozessschritte und Ergebnisse

Der Prozess der Herstellung muss korrekt organisiert und technisch abgesichert sein. Dies ist mit einem für den Prozess entsprechend qualifizierten Fremdüberwacher abzustimmen und hat ebenfalls den Vorgaben des Flüssigbodenprozesses und des Systemanbieters zu entsprechen.
Für die das Verfahren beherrschende und nutzende Baufirma ist für die Einsatzplanung, die Einsatzdurchführung und Einsatzüberwachung eine besondere personelle Qualifikationen erforderlich, wie:
- die Kenntnis der funktionellen und technologischen Materialeigenschaften,
- der Spezifik des Prozesses,
- der benötigten Technik für die Herstellung, den Transport, den Einbau,
- der nötigen Prüfungen und Messungen sowie
- der für das Verfahren aussagekräftigen Prüfmethoden und deren Anwendungen und Auswertungen.

### Einbau

#### Verbau

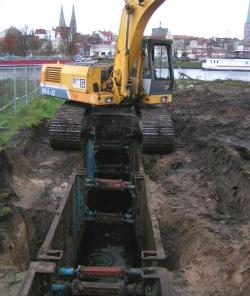
Aushub des Rohrgrabens mit über dem Verbau stehendem Baugerät in getakteter Bauweise

Das Flüssigbodenverfahren bietet die Möglichkeit zeitlich definierter Aufnahme von relativ hohen Kräften durch den gerade erst eingebauten Flüssigboden. Diese Kraftaufnahme ist über die Rezeptur steuerbar. So kann bei gezielter Nutzung dieser Möglichkeit der Flüssigboden als Teil der Verbaulösung zur Verbesserung technologischer Abläufe, zur Vereinfachung des Verbauaufwandes, zur Sicherung der anstehenden Bausubstanz und zur Vermeidung von Untergrundproblemen wie z. B. Grundbruchgefahren usw. eingesetzt werden.
Der Verbau muss in der Planungsphase so ausgewählt werden, dass er einer fachlich qualifizierten Baufirma eine qualitativ hochwertige und technologisch korrekte Arbeitsweise mit Flüssigboden, entsprechend den Bedingungen der konkreten Baustelle ermöglicht. Die notwendigen statischen Nachweise sind Teil der Planung.

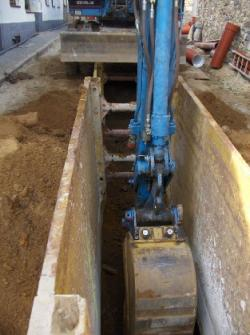
Ausschachten des Rohrgrabens und Setzen der Verbaubox

In verbauten Verfüllbereichen ist der Verbau im noch fließfähigen bzw. plastischen Zustand des Flüssigbodens zu ziehen, um alle Hohlräume, z. B. die der Verbauspur sicher auszufüllen. Die zur Ermittlung des optimalen Zeitpunktes für das Ziehen des Verbaus notwendige Messung des Refixierungsverlaufes sind mittels Messeinrichtung (beispielsweise mit der Technik der Rohrverlegehilfe) und der dafür nutzbaren Messmittel möglich und sollten zur Nachweisführung der korrekten Umsetzung der technologischen Vorgaben entsprechend den Anforderungen des Gütesicherungsplanes aufgezeichnet und aufbewahrt werden.
Sie sind im Bedarfsfall als Teil der Gütesicherung dem vom Auftraggeber für die Anwendung des Flüssigbodenverfahrens vertraglich gebundenen Fremdüberwacher zu übergeben. Die ersten dieser Messungen werden im Rahmen der technischen Einweisung und des Coachings durch den Systemanbieter erstellt. Aus diesen Messungen leitet sich der Zeitpunkt zum Ziehen des Verbaus ab. Der Zeitpunkt zum Ziehen des Verbaus werden durch den Systembetreuer des Systemanbieters mit dem vor Ort seitens der Baufirma Verantwortlichen bei den ersten Messungen gemeinsam ermittelt.

Lagesicherung von Rohren mittels Rohrverlegehilfe

Der Systembetreuer schult die Verantwortlichen der Baufirma im Rahmen des sinnvollerweise ausgeschriebenen Coachings.
Die korrekte Umsetzung der technologischen Vorgaben der Planung basiert auf den, in der Planungsphase ermittelten Rezepturen und den mit diesen Rezepturen verbundenen Eigenschaften des Flüssigbodens (z. B. zeitabhängige Belastbarkeit, Dichte, Rheologie). Sie sichert die Minimierung der Belastungen eingebauter Bauteile. Für Rohre werden bei biegeweichen Materialien minimale Rohrverformungen und bei biegesteifen Rohren deren Freiheit von nachteiligen Vorspannungen bei korrekter Handhabung sichergestellt. Dies ist die Voraussetzung für einen optimalen Schutz der Rohre gegen ungewollte Spannungsspitzen und Verformungen und sichert damit eine maximale ausfallfreie Nutzungsdauer. Das zeitlich korrekte Ziehen des Verbaus ist ein wichtiger Teil bei der Minimierung von Belastungen auf die im Flüssigboden einzubauenden Bauteile und deren spätere Lage- und Funktionssicherung und sollte im Rahmen der Qualitätssicherung durch den Fremdüberwacher im Auftrag des Bauherrn geprüft und dokumentiert werden.
Bei Verbauarten, die aussteifende Bauteile für die Aufnahme der über den Verbau wirkenden Schubkräfte verwenden (z. B. Spindeln, Schlitten), dürfen diese Bauteile nicht auf Knickung z. B. durch Hilfsmittel der Lagesicherung belastet werden. Die Technologie und Technik der Lagesicherung von Bauteilen, die in Flüssigboden eingebaut werden, muss so ausgewählt werden, dass diese Belastung bei besagten Verbauteilen nicht entsteht (siehe nebenstehende Abbildung: Lagesicherung von Rohren mittels Rohrverlegehilfe).

#### Lagesicherung von Rohren und Leitungen

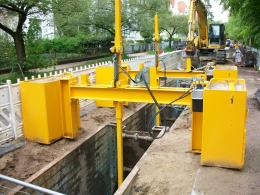
Rohrverlegehilfe zur Auftriebssicherung für die Rohrverlegung

Eine Rohrverlegehilfe ist eine mechanische Vorrichtung zur Auftriebssicherung für die Rohrverlegung, die komplexe Rohrverlegung und die Großrohrverlegung mit Flüssigboden.
Sie ermöglicht:
- eine leichte und schnelle Lagefixierung, z. B. bei der Verlegung von Großrohren und Rohren im Trennsystem mit mehreren Ebenen,
- die Verkürzung der Bauzeit mit weniger Technik und weniger Personal,
- die Erhöhung der Arbeitsproduktivität und die Einsparung von Baukosten,
- den Ausschluss von Fehlerquellen, wie Lageverschiebung oder Aufschwimmen, also keine Nacharbeit und keine unnötigen Kosten,
- die Vermeidung dauerhafter Lastenkonzentrationen (Punktlasten) durch konventionelle Einbautechnologie (z. B. durch Haltebänke und Querriegel),
- den Einbau über oder zwischen dem Verbau bzw. Grabenwand oder Asphaltkante,
- den Wegfall von Gewichten auf den Rohren, die diese in den Untergrund drücken können und zu ungewollten und dauerhaften Spannungen in den Rohren führen,
- eine stufenlose Anpassung an die Grabenbreite und Verlegetiefe und
- die einfache Montage und Demontage durch Steckverbindungen.

Diese Technik wurde ebenfalls von den Entwicklern des Flüssigbodenverfahrens entwickelt, erprobt und zur Praxisreife geführt.

### Transport

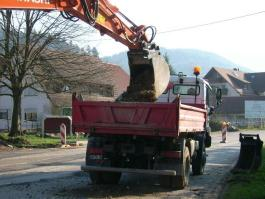
Bagger hebt Bodenmaterial auf der Baustelle aus

Der Flüssigboden muss in der Regel vom Herstellungsort zum nahen oder ferneren Einbauort transportiert werden. So ist das Material z. B. mit dem Fahrmischer, mit entsprechender Konsistenz (kp oder kf), zum Einbauort zu transportieren und mit geeigneter Technik, zum Schutz vor Spritzen, Entmischung oder Lageänderung der Rohre sachgemäß einzubringen. Diese Hilfsmittel sind über den Systemanbieter des Flüssigbodens verfügbar.

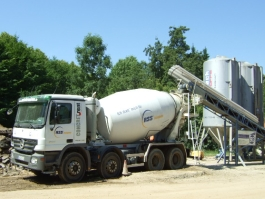
Mischfahrzeug an der Anlage zur Herstellung von Flüssigboden

Der Flüssigboden kann in geeigneten Einbausituationen auch mit Pumptechnik eingebaut werden. So wurden durch den Verfahrensentwickler bereits Distanzen von über 600 m mittels Pumpen überwunden.
Der Bieter muss dabei den Schutz der Bebauung vor Verunreinigungen etc. zu seinen Lasten absichern.
Zur Herstellung des Flüssigbodens aus dem vor Ort anfallenden Bodenaushub und für den Betrieb der Anlagentechnik müssen die abfall- und immissionsrechtlichen Voraussetzungen durch einen für das Flüssigbodenverfahren qualifizierten und zertifizierten Sachverständigen für den Bodenschutz und die Altlastenbehandlung, zugelassen nach § 18 BBodSchG, in Zusammenarbeit mit dem Fremdüberwacher und den zuständigen Behörden vor Baubeginn erbracht werden. Auch die von der Baufirma eingesetzte Technik hat den immissionsrechtlichen Anforderungen des Gesetzgebers zu entsprechen. Dies wird vor Beginn der Flüssigbodenherstellung durch die vorgenannten Fachleute überprüft und in einer schriftlichen Stellungnahme festgehalten. Bei Bedarf ist zu dieser Prüfung die zuständige Behörde hinzuzuziehen.
Die Herstellung von Flüssigboden auf der Grundlage der einzusetzenden Technik muss auf der Basis der Verwiegung aller Komponenten mit der geforderten Genauigkeit und einer exakten und gegen Fehlbedienung und technische Ausfälle abgesicherten und für die Fremdüberwachung leicht nachzuvollziehende Nachweisführung erfolgen.
Die Anforderungen an derartige Technik in den Güte- und Prüfbestimmungen der RAL Gütegemeinschaft Flüssigboden e. V. (2. Fassung 2010) festgehalten und sollten vor Baubeginn überprüft und nachgewiesen worden sein. Diese sollten ebenfalls Gegenstand der Ausschreibung sein.

### Anwendungsbereiche

Beispielhafte Anwendungsbereiche für Flüssigboden

Die Anwendung des Flüssigbodenverfahrens dient zur Einbettung von erdverlegten Bauteilen, z. B. Leitungs- und Kanalsysteme für 
„Regenwasser, Schmutzwasser und sonstige Medien“ RSS.
Im Kanal- und Versorgungsleitungsbau wird Flüssigboden zum Verfüllen von Gräben genutzt. Auch wenn spezielle Eigenschaften des Verfüllmaterials erforderlich sind, wird das Flüssigbodenverfahren zur Herstellung von Flüssigboden angewandt. Zu diesen Eigenschaften gehören u. a. Setzungsfreiheit, Volumenstabilität, schnelle Überbaubarkeit, die einfache Herstellung und Anpassbarkeit an gewünschte bautechnische benötigte Eigenschaften. Im Zuge des Umweltschutzgedankens soll das Aushubmaterial im Kanalbau vor Ort möglichst vollständig wiederverwendet werden.

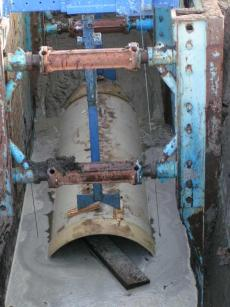
Flüssigbodeneinbau im Grundwasser

Die Nutzbarkeit aller Bodenarten, die Fähigkeit der Schadstoffimmobilisierung bei bestimmten, kontaminierten Böden und die Verringerung von Grabenbreiten bei der Nutzung von Flüssigboden erfüllen diese Anforderungen.
Anwendungsgebiete sind beispielsweise die Ver- und Hinterfüllung von Bauwerken, Hohlräumen, Kellern, Arbeitsräumen, der kombinierte Einbau von Ver- und Entsorgungsleitungen in einen Kombigraben, der Bau von Fernwärmeleitungen, der Tunnelbau, der Kraftwerksbau, der Straßenbau, der Wasserbau (Deiche, Dämme, Molen, Teiche, Lecks usw.), der Bereich Wärmedämmung, wie auch die gesteuerte Wärmeabfuhr (z. B. bei Elektroleitungen), der Gebäudeschutz (z. B. durch Schwingungsdämpfung, Wärmedämmung, wasserdichten Flüssigboden usw.).
Das Flüssigbodenverfahren wird eingesetzt bei Untergrundabdichtungen, dem Bau an Hanglagen mit großem Gefälle, bei Hang- und Böschungsstabilisierungen, dem Bau von Lärmschutzwällen, Untergrundstabilisierungen, dem Schutz gegen Durchwurzelung, Bodenplatten (z. B. zur verbesserten Statik), im Bereich Denkmalschutz, dem gezielten Oberflächenschutz von Bauteilen gegen aggressives Wasser, bei Ringraumverfüllungen, der Abdichtung undichter Muffen und der Lösung von Exfiltrationsproblemen.
Anwendungsmöglichkeiten für Flüssigboden ergeben sich außerdem aus seinen speziellen technologischen Eigenschaften wie z. B. die steuerbare Refixierung, die es z. B. auch möglich macht, schnell Schubkräfte aus der Bebauung aufzunehmen und so einfache und leichter handhabbare Verbauarten zu nutzen.
Weitere Anwendungsmöglichkeiten bestehen in der Farbgebung z. B. für Versorgungsleitungen, in umweltrechtlich relevanten Anwendungen (z. B. für das Bauen in Trinkwasserschutzgebieten) und beim Großrohreinbau.
Zudem gibt es zusätzliche Anwendungsmöglichkeiten zur baulichen Nutzung herkömmlich nicht tragfähiger Untergründe, zum Bauen im Grundwasser bzw. unter Wasser z. B. für den Kanalbau, für das Bauen unter winterlichen Bedingungen, für den Bau von Kopfbaustellen zur Beschleunigung des Bauablaufes.
Ein zusätzliches Anwendungsbeispiel ist das Pumpen des Materials über weite Entfernungen.
Viele neue Anwendungen befinden sich derzeit noch in der Entwicklung und der Langzeiterprobung durch den Verfahrensentwickler und seine F&E Partner und werden durch Fachleute z. B. aus dem Bereich der Fachplanung für Flüssigbodenanwendungen begleitet und für den praktischen Einsatz aufgearbeitet.
Liste von Anwendungen des Verfahrensentwicklers nach Werksnorm WN23.0.2
- Kanalbau
- RSS-Wand
- RSS geotextilummantelte Flüssigbodensäulen
- Immobilisierung
- Fernwärme
- Geoponton
- Thermisch stabilisierend
- Holländische Bauweise
- Kontraktorverfahren
- Pumprezeptur
- Unter Wasser
- Im Wasser
- Gefälle > 3 %
- Bodenplatte
- Wurzelhemmend
- Getaktete Bauweise
- Mineralische Kapselung

## Fachplanung
Für die effektive und sichere Nutzung der Vorteile der Flüssigbodenbauweise, die Erfüllung der umweltrechtlichen Anforderungen und die Nutzung der finanziellen, qualitativen und zeitlichen Vorteile werden die Fachkenntnisse von Fachplanern benötigt, die das Verfahren und seine Spezifik beherrschen und entsprechende Qualifikationen erworben haben.
Ein Fachplaner für die Flüssigbodenbauweise erbringt alle für die Erfüllung der bautechnischen und qualitativen Aufgaben des Flüssigbodeneinsatzes notwendigen Leistungen, die derzeit noch nicht zum Qualifizierungsumfang der Ausbildung von Siedlungswasserwirtschaftlern und Bauingenieuren gehören.
Ein Fachplaner
- erarbeitet die Zuarbeiten für die Ausschreibung, die es dem Bieter ermöglichen, die technologischen, logistischen und technischen Besonderheiten der Flüssigbodenbauweise qualitativ zu erkennen und quantitativ im Rahmen der Kalkulation zu berücksichtigen,
- unterstützt und begleitet die Hauptplaner bei der Ausschreibung,
- vertritt bei der Vergabe die flüssigbodenspezifischen Besonderheiten gegenüber dem Bieter,
- haftet für die Korrektheit der Leistungsbeschreibungen und deren Ausführbarkeit,
- begleitet die Ausführung und unterstützt die für viele Baufirmen noch relativ neuen Technologien,
- ist für die in der Ausschreibung festgelegten Qualitätssicherung des Flüssigbodeneinsatzes auf der Baustelle verantwortlich,
- dokumentiert die Bauausführung und wertet diese mit dem Bauherrn und allen Beteiligten aus und weist auf Reserven im Gesamtprozess hin.

### Was ist für den Bauherrn zu beachten?

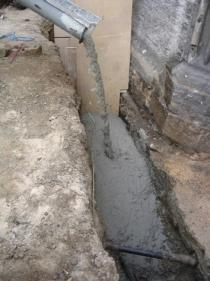
Bauwerkshinterfüllung mit Flüssigboden

Im Rahmen der Baubeschreibung und Ausschreibung darf nicht nur der Begriff des herkömmlichen Materials gegen den Begriff „Flüssigboden“ ausgetauscht werden.
Es muss auch eine exakte technologische, technische und logistische Beschreibung erfolgen, damit die Baufirmen die wirtschaftlichen Vorteile der Verwendung der mit dem Flüssigbodenverfahren verbundenen Technologien in ihrer Kalkulation erfassen können.
Die Qualitätssicherung beginnt bereits in der Planungsphase mit der Erarbeitung von spezifischen Vorgaben für die Herstellung, den Einbau, die Ausführung und die Eigenschaften von Flüssigboden. Diese Besonderheiten müssen den jeweiligen Baustellen angepasst sein.
Die Planungsphase sollte in den Händen eines dafür ausgebildeten Fachplaners liegen, der für die Ergebnisse dieser Arbeiten auch haftet, die dafür notwendigen Fachkenntnisse gezielt erworben hat und sie als Qualifikationsnachweis aufzeigen kann.
Die Qualitätssicherung sollte im direkten Vertragsverhältnis mit dem Bauherrn schon im Bereich der Planung erfolgen, um nur diesem verpflichtet zu sein. Hierfür bieten sich die Leistungen von qualifizierten Fachplanern an, die im Rahmen der Arbeit des Verfahrensentwicklers, der RAL Gütegemeinschaft Flüssigboden e. V. und erfahrener Forschungseinrichtungen und Hochschulen diese Qualifikationen erwerben können und über die notwendigen praktischen Erfahrungen verfügen.
Die Fremd- und Eigenüberwachung erfolgt auch über den Fachplaner nur nach Erwerb eines gültigen Qualifikationsnachweises, z. B. durch den Verfahrensentwickler.
Es findet seitens einer solchen Fachplanung auch eine durchgehende Qualitätskontrolle bei der Rezepturerstellung, der Herstellung, dem Einbau und der Sicherung der gewünschten Endeigenschaften von Flüssigboden und eine umfassende Dokumentation des Gesamtprozesses statt.

### Anforderungen an eine Vereinbarung zwischen Bauherrn und Baufirma
In eine Vereinbarung zwischen Bauherren und Baufirma, welche die Planung, die Ausschreibung und den Bauauftrag beinhaltet, gehören exakte Anforderungen an
- die Eigenschaften des Verfüllmaterials bzw. Flüssigbodens und die damit zu realisierende Bauaufgabe,
- die Ausführung bezüglich Technik, Technologie und Logistik,
- die Erfüllung der umweltrechtlichen und emissionsrechtlichen Anforderungen des Gesetzgebers,
- die anzulegenden Qualitätsmaßstäbe und Anforderungen an Flüssigboden, seine Herstellung und seinen Einbau (z. B. Anforderungen nach RAL GZ 507)
- die Prüfungen und an die zu liefernden Nachweise in ihrer Art und Umfang,
- den Zeitplan der Leistungen im Rahmen der Qualitätssicherung,
- die Festlegung der Eigenüberwachung durch die Baufirma sowie
- die Zuständigkeiten der Qualitätssicherung und der Kompetenzen der im Namen des Bauherren arbeitenden Fremdüberwachung.

### Artikel in deutscher Sprache
- O. Stolzenburg: Was ist Flüssigboden wirklich? – Fluch oder Segen eines neuen Verfahrens. bi UmweltBau 1/2009
- O. Stolzenburg: Die Vorteile des Einsatzes von Flüssigboden für das Rohr-Boden-System. In: T. Wegener (Hrsg.): 2004 – Rohrleitungen im Jahr der Technik. (= Schriftenreihe aus dem Institut für Rohrleitungsbau Oldenburg. Band 28). Vulkan-Verlag, Essen.
- O. Stolzenburg: Fachplanung Flüssigboden für eine korrekte technische Umsetzung. Oldenburger Rohrleitungsforum, gwf-Wasser/Abwasser, 01/2010
- A. Zeller: Die unterschiedliche Eignung bindiger und nichtbindiger Böden zum Verfüllen von Leitungsgräben. TWS Stuttgart AG
- A. Zeller: Unterschiedliches Verhalten bindiger und nichtbindiger Böden. TWS Stuttgart AG
- A. Zeller: Winterschäden an ehemaligen Rohrleitungs- und Kanalbaustellen – Vorschläge zu ihrer Verhütung. TWS Stuttgart AG
- G. Kühn: Flüssig ist schlüssig – Flüssigbodenherstellung vor Ort. In: bbr. (Fachmagazin für Brunnen- und Leitungsbau) 04/2004.
- R. Schwartz: Kombinierte Abwasserschächte im öffentlichen und privaten Bereich – Ein Überblick über das Anforderungsprofil. In: Abwasserreport NRW. 1/2003.
- R. Schwartz: Anforderungen an kombinierte Abwasserschächte – was fordern Vorschriften und Betreiber? bi UmweltBau 1/2002.
- P. Aldick: Kanalbaustelle mit Flüssigboden rasch fertig gestellt. In: Allgemeine Bauzeitung. 9. November 2007.
- H. Kinkopf: Ohne Schotter Zeit und Geld sparen. In: Heilbronner Stimme.
- H-P. Pfeiffer: Einsatz von Flüssigboden (Praxisbericht). In: Abwasser Report NRW. 2/04
- J. Delphendahl: Bodenaushub fließt volles Rohr zurück (Technologie für den Kanalbau). In: Rheinhessische Post. 3/04
- L. Jungmann: Geheimrezept für sicheres Bett (neues Verfahren). In: Westdeutsche Zeitung. 3/04.
- Dokumentation des „Innovationspreis Werra-Meißner“ 05: Wenn Böden flüssig werden, (1. Sieger – WFG)
- H. Schröder, STEINZEUG Abwassersysteme GmbH: In Flüssigboden gebettet (ESO Offenbach testet alternative Verfahren). In: Steinzeug-Report. 1/06.
- C. Mayer: Flüssigboden in Püttlingen – made by dittgen. In: Mitarbeiterzeitung „durchblick“ 7/06.
- G. Schulz: Flüssigboden nach allen Regeln der Kunst. In: Steinbruch und Sandgrube. 10/2008.
- M. Webeling, Olaf Stolzenburg: Einsatzmöglichkeiten von Flüssigboden bei Erd- und Tiefbaumaßnahmen In: Straße + Autobahn. ISSN 0039-2162 Jg. 58, Nr. 10, 2007, S. 556–561.
- J. Buchta: Flüssigboden ersetzt Sand. Artikel der Südwest Presse Online-Dienst GmbH vom 6. Dezember 2007, www.suedwest-aktiv.de

### Artikel in englischer Sprache
- J. Dziopak, N. I. Alexejev, O. Stolzenburg: Waste water accumulation in storage reservoirs within sewage systems. Conference „Science and innovations in modern construction – 2007“, St. Petersburg, 2007.

### Artikel in französischer Sprache
- Robert Curtat: Sols fluides ou l´œuf de Colomb. In: Commune Suisse. 06/2005
- Fanny Noghero: Un sol fluide en première suisse. In: Courrier Neuchâtelois. 9. November 2005.

### Artikel in schwedischer Sprache
- S. Nilsson: Utvärdering av bärighet hos vägkropp med fjärrvärmeledning kryngfilld med RSS Flüssigboden. SP Sveriges Provnings- och Forskningsinstitut, 2005.

### Artikel in polnischer Sprache
- Jacek Nalaskowski, Biuro Ka-Nal: Technologia czasowego up?ynniania gruntu w robotach kanalizacyjnych – na przyk?adzie budowy kolektora „Bobrek“ w Sosnowcu. In: Ochrona S'rodowiska. 1/2008.
- Ziemowit Suligowski, Politechnika Gdan'ska: Nowoczesna technologia instalowania rur z tworzyw sztucznych (metoda czasowego up?ynnienia pod?oz.a gruntowego). In: Wiadomos'ci. 12/2007.
- Ziemowit Suligowski, Politechnika Gdan'ska: Czy to jest w sieciach infrastruktury? In: Inz'yniera Morska i geotechnika. 6/2007.

## Normen, Merkblätter, Standards und Rechtsvorschriften
- Werksnorm WN23.0.2 Sie beinhaltet die an RSS Flüssigboden® gestellten Anforderungen in Abhängigkeit vom Einsatzbereich durch den Verfahrensentwickler
- VSS-72002_2023-08_DE  Guide für Verfüllbaustoffe, hergestellt nach dem Flüssigbodenverfahren
- VSS-72002_2023-08_FR Guide; Matériaux de remblayage élaborésselon le procédé de sol liquide
- ZTV-A-StB 97 definiert indirekt die Anforderungen an die Verfüllbereiche als Wiederherstellung der Ausgangssituation (technische Gleichwertigkeit gegenüber dem ursprünglichen Zustand) und damit indirekt die Anforderungen an Verfüllmaterialien: Diese können die ungestörten Verhältnisse nur wiederherstellen, wenn sie im Einbauzustand die bodengleichen Eigenschaften des Umgebungsbodens besitzen
- ZTV-A-TP BF-StB, Teil B 11.3 Eignungsprüfungen für Bodenverbesserungen
- RAL Gütezeichen 507 regelt die Anforderungen an Flüssigboden im Sinne der Wiederherstellung des Ausgangszustandes der Bodenverhältnisse, d.d. des bodentypischen Verhaltens des Flüssigbodens im Verfüllbereich, Güte- und Prüfbestimmungen der RAL Gütegemeinschaft Flüssigboden e. V.
- Arbeitsblatt ATV-DVWK-A 127 Statische Berechnung von Abwasserkanälen und -leitungen (08.2000) – gilt nur für die Statik der Rohre im eingebauten Zustand – erfasst den Einbauzustand im Flüssigboden noch nicht – daher ist eine gesonderte Berechnung für den Einbauzustand notwendig
- Arbeitsblatt ATV-DVWK-A 139 Einbau und Prüfung von Abwasserleitungen und -kanälen (01.2002) (Hrsg.: Deutsche Vereinigung für Wasserwirtschaft, Abwasser und Abfall e. V. – ATV-DVWK, Hennef) erfasst noch nicht die Unterschiede fließfähiger Verfüllmaterialien und die aus den neuen technologischen Möglichkeiten folgenden Aspekte für Bau und Qualitätssicherung
- DIN 1054 Baugrund – zulässige Belastung des Baugrundes
- DIN 18300 VOB Verdingungsordnung für Bauleistungen – Teil C: Allgemeine Technische Vertragsbedingungen für Bauleistungen (ATV); Erdarbeiten (12.2000)
- DIN 18310 Sicherungsarbeiten an Gewässern, Deichen und Küstendünen
- DIN 18134 Versuch zur Bestimmung der Druckfestigkeit von Böden und Materialien
- DIN EN 12350-5 Prüfung von Frischbeton – Teil 5: Ausbreitmaß (08.2009)
- DIN 4124 Baugruben und Gräben – Böschungen, Verbau, Arbeitsraumbreiten (10.2002)
- DIN EN 1610 regelt die Grundanforderungen an den Kanalbau und schließt dabei über fließfähige Verfüllmaterialien auch den Flüssigboden mit ein (10.1997)
- DIN EN 1610 Beiblatt 1 Verlegung und Prüfung von Abwasserleitungen und -kanälen – Verzeichnis einschlägiger Normen und Richtlinien (Stand vom Februar 1997)
- DIN 18196 Bodenklassifikation für bautechnische Zwecke
- DIN EN 18136 Baugrund – Untersuchung von Bodenproben – Einaxialer Druckversuch
- DIN EN 933-1 Prüfverfahren für geometrische Eigenschaften von Gesteinskörnungen – Teil 1: Bestimmung der Korngrößenverteilung – Siebverfahren, 1/2006
- DIN EN 1744-1 Prüfverfahren für chemische Eigenschaften von Gesteinskörnungen – Teil 1: Chemische Analyse, 2009
- FGSV Merkblatt des Arbeitskreises 5.3.2 Bautechnische Grundsätze (ZTV-A), mit Bezug auf die Wiederherstellung des Ausgangszustandes einer Aufgrabung durch das Verfüllmaterial und den Verfüllvorgang, (Entwurfsfassung März 2010)
- BBodSchG Bundes-Bodenschutzgesetz, Gesetz zum Schutz vor schädlichen Bodenveränderungen und zur Sanierung von Altlasten
- BBodSchV Bundes-Bodenschutz- und Altlastenverordnung
- KrW-/AbfG Kreislaufwirtschafts- und Abfallgesetz vom 27. September 1994, Paragraph 5 – Grundpflichten der Kreislaufwirtschaft
- LAGA (Länderarbeitsgemeinschaft Abfall): Anforderungen an die stoffliche Verwertung von mineralischen Abfällen, Technische Regeln vom 20. Dezember 2000. S. 4306
- TASi (Technische Anleitung Siedlungsabfall): Dritte allgemeine Verwaltungsvorschrift zum Abfallgesetz vom 14. Mai 1993, (BAnz. vom 29. Mai 1993, S. 4967, mit Beilagen)